# Sankt-Sixti-Kirche (Schneidlingen)

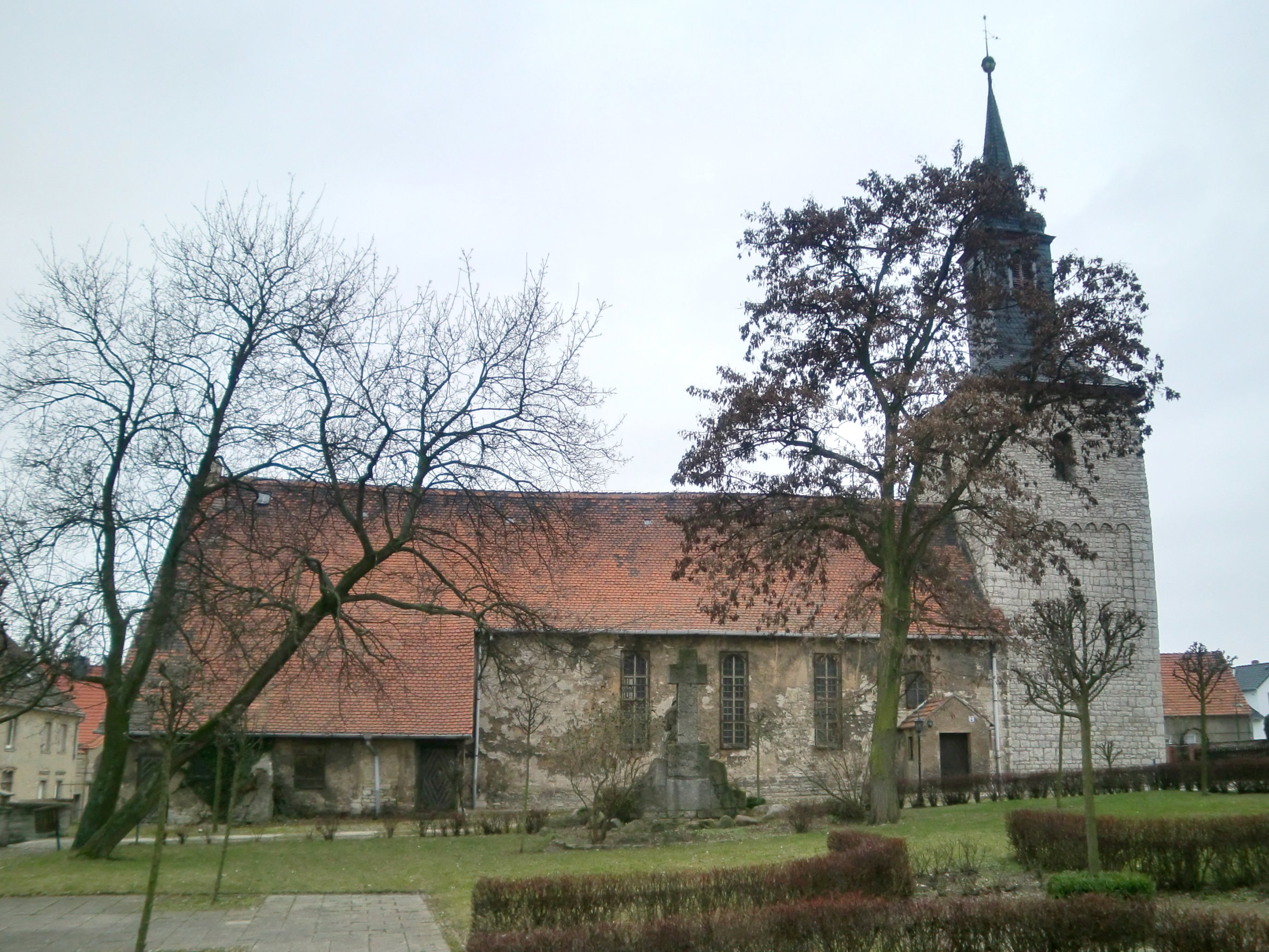
Sankt-Sixti-Kirche

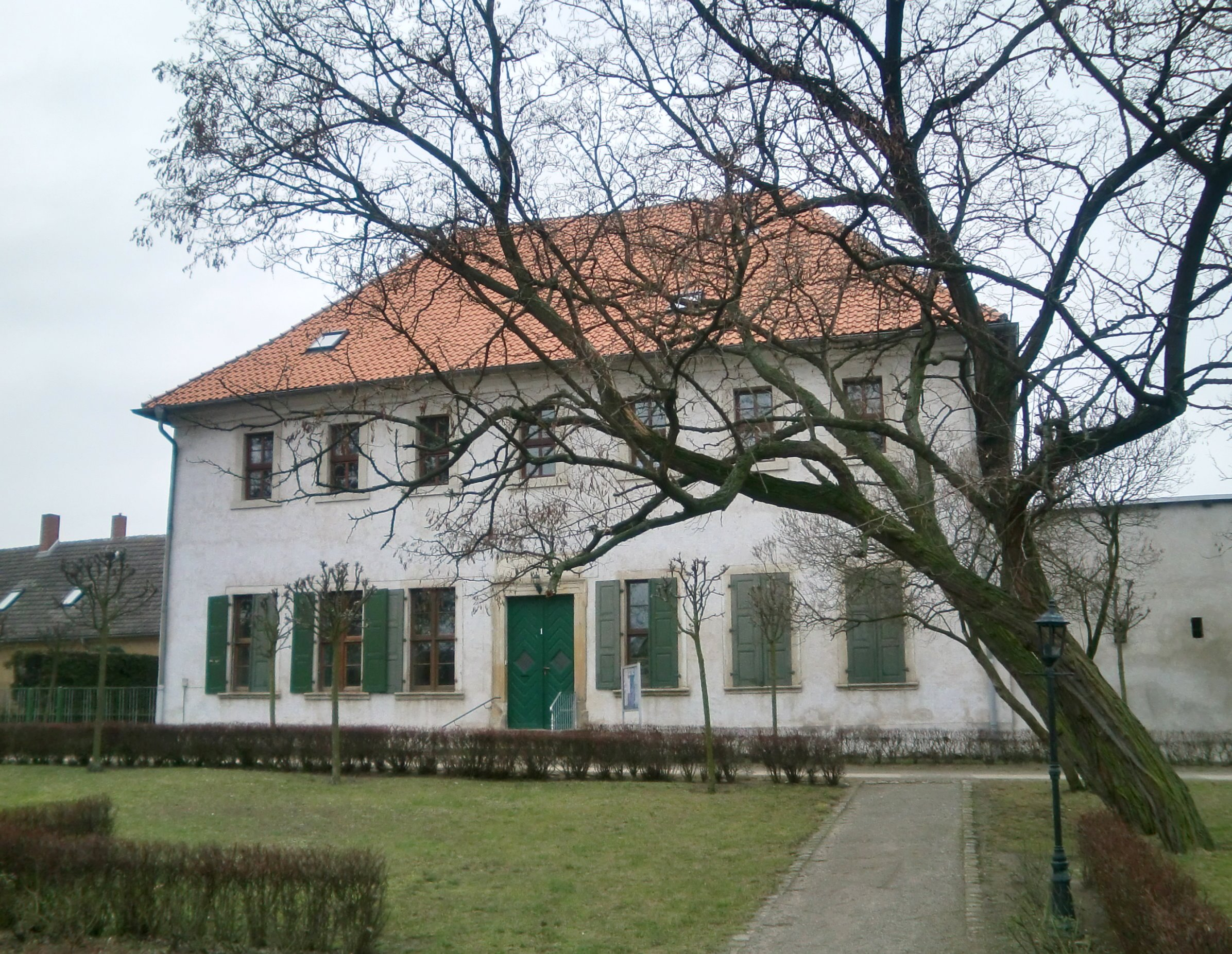
Pfarrhaus

Die Sankt-Sixti-Kirche ist die evangelische Kirche des Dorfes Schneidlingen in Sachsen-Anhalt. Sie gehört zum Pfarrbereich Am Hakel im Kirchenkreis Egeln der Evangelischen Kirche in Mitteldeutschland.

## Architektur / Geschichte
Der Saalbau geht in seinen Ursprüngen auf die Spätromanik zurück, wurde jedoch später im Stil des Barock erweitert. Während des Dreißigjährigen Kriegs erlitt die Kirche Schäden und wurde in den Jahren ab 1670 wieder aufgebaut und neu ausgestattet. Im Jahr 1711 wurde das Kirchenschiff nach Osten erweitert sowie die noch aus der Zeit der Romanik verbliebenen Kirchenfenster geschlossen.
Westlich des Kirchenschiffs befindet sich der spätromanische Kirchturm, der in den Jahren 1745/46 einen barocken Turmhelm erhielt. Im Jahr 1999 wurde der Turm saniert.

## Innenausstattung
Eine umfassende Renovierung des Inneren, insbesondere durch Fritz Leweke, fand in den Jahren 1937 bis 1939 statt. Hierbei wurden auch die barocken Deckenmalereien am hölzernen Tonnengewölbe freigelegt und stark überarbeitet. Auf Medaillons zwischen Ranken werden Szenen aus der Passion dargestellt. Auch das übrige Erscheinungsbild ist durch die erhaltene barocke Ausstattung aus dem letzten Viertel des 17. Jahrhunderts geprägt.
Die Kirche verfügt an drei Seiten über Emporen. Auf den Brüstungsfeldern der nördlichen Empore befinden sich Gemälde mit Darstellungen aus dem Leben Jesu.
Aus dem Jahr 1692 stammt ein mit reichem Schnitzwerk versehener Kanzelaltar. In diesen ist ein aus der Zeit der Spätgotik stammendes Schnitzretabel einbezogen. In den Flügeln des Retabels sind die zwölf Apostel dargestellt. Im Mittelschrein des Retabels befand sich ursprünglich die Darstellung der Marienkrönung, jetzt befindet sich dort der mit Darstellungen der vier Evangelisten und Ohrmuschelwerk versehene Korb der Kanzel. Der Schalldeckel ist turmartig ausgeführt und mit einem Christus mit Siegesfahne verziert.
Bemerkenswert ist eine 1583 aus Sandstein gefertigte, mit Wappen versehene Taufe. Noch älter ist ein hölzernes Kruzifix: Es stammt aus der ersten Hälfte des 15. Jahrhunderts.
In der Kirche befindet sich auch ein Epitaph von 1740 für die fünf Kinder des Amtsmannes Joh. Jul. Ferdinand Kirchhof.

## Pfarrhaus
Auffällig ist das nördlich der Kirche stehende, zweigeschossige Pfarrhaus. Das siebenachsige, mit einem hohen Walmdach versehene, im Stil des Barock errichtete Haus stammt aus dem Jahr 1710.